# Yeo Chin-Huat
Yeo Chin-Huat, född 18 juni 1953, är en av de få som har 9 dan i taekwondo, varav 9 är det högsta man kan ha enligt ITF.
Han började sin kampsportskarriär med att träna judo. 1966 började Master Yeo träna taekwondo. 1973 gick han in i den singaporianska armén, där han fick en post som taekwondoinstruktör åt de högre officerarna. Han var bland de första taekwondoinstruktörerna som blev utsedda inom Singapores armé. Han var även aktiv i främjande av taekwondo genom att instruera taekwondo vid YMCA.
Yeo Chin-Huat tränade även kinesisk kung fu 1973-1975. Han deltog i ett antal taekwondoturneringar både på nationell och internationell nivå. 
Han anlände till Sverige 1977 som taekwondoinstruktör. 1979 vid de Skandinaviska mästerskapen blev han utsedd till vice teknisk koordinator åt den europeiska taekwondofederationen. 1986 blev han utsedd till chefsinstruktör för Sverige och 1987 till president för ITF Sweden. 